# Araneus quadratus

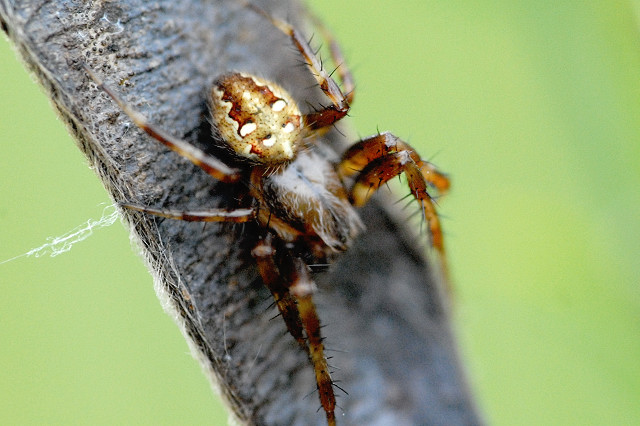
Mascul, Araneus quadratus

Araneus quadratus este o specie comună de păianjen din familia Araneidae. Este răspândit în Europa și Asia. Femela poate atinge 13 - 18 mm în lungime, masculul 7 - 10 mm. Colorația corpului este variabilă: portocaliu, verde închis. Dar, întotdeauna îi este caracteristic prezența petelor albe pe opistosomă, atât forma cât și poziția lor, în special aranjarea trapezoidală a celor patru pete mari. Prosoma este dens acoperită cu păr scurt. Picioarele sunt marcate de succesivitatea unor dungi. Femela își poate schimba culoarea în mod activ în funcție de culoarea mediului. Acest proces durează circa 3 zile.

## Modul de viață

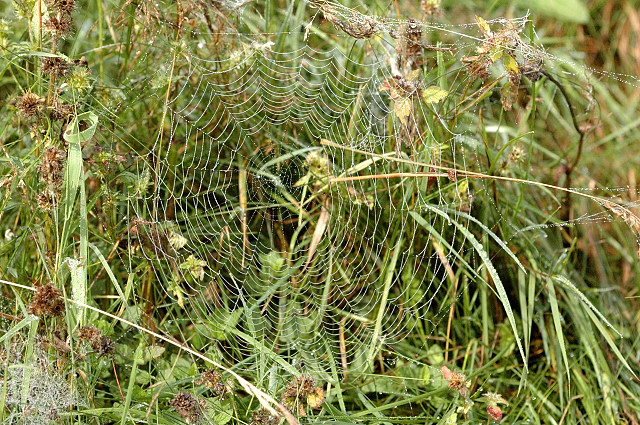
Pânză, Araneus quadratus

Specia este găsită într-o varietate de habitate, în pășuni, grădini, poiene etc. Acesta construiește pânza, de regulă verticală, în apropiere de sol. Vânează diferite insecte, în special cele săritoare, ca lăcusta. Femela țese un adăpost în formă de pâlnie, unde se ascunde de la condițiile vitrige ale vremii. Pânza este alcătuită din 11 – 29 raze și poate avea un diametru de 60 de cm.
Împerecherea are loc în septembrie. Ouăle sunt depuse într-un cocon de mătase, ferindu-le, astfel, de îngheț iarna. 